# Nikita Maschtakow
Nikita Marselowytsch Maschtakow (ukrainisch Нікіта Марсельович Маштаков, englisch Nikita Marselovych Mashtakov; * 18. März 1999 in Donezk) ist ein ukrainischer Tennisspieler.

## Karriere
Maschtakow spielte auf der ITF Junior Tour und erreichte dort im Januar 2017 mit Platz 24 seine beste Position. Bei einem Grand-Slam-Turnier, den French Open 2017, stand er im Hauptfeld, schied aber in der ersten Runde bereits aus. Im Doppel gewann er im selben Jahr das Turnier in J1 Prag West, ein Turnier der Grade 1.
2017 begann Maschtakow auch bei den Profis häufiger Turniere zu spielen und dort fast ausschließlich auf der drittklassigen ITF Future Tour. Im April des Jahres spielte er sein erstes Match für die ukrainische Davis-Cup-Mannschaft, bei dem er gegen den Portugiesen João Sousa deutlich unterlegen war. Er erreichte zudem in diesem Jahr im Doppel noch sein erstes Finale. Im Einzel gelangen ihm 2019 seine ersten zwei Finalteilnahmen, von denen er eine zu seinem ersten Titel nutzte. Dadurch stieg er Anfang 2020 zu seinem Karrierehoch von Platz 575 in der Tennisweltrangliste. Im Doppel gewann er seinen bis dato einzigen Titel im Jahr 2021. Sein erstes Turnier der ATP Challenger Tour spielte er im September 2021 in Kiew, wo er im Doppel gleich zum Auftakt verlor.